# Ernesto Sirolli
Ernesto Sirolli, Ph.D (nacido el 22 de septiembre del 1950) es un autor, orador TED y profesor italiano que actúa en el área de desarrollo económico local. Es autor de dos libros, "Ripples from the Zambezi" (1995 and 1999) y "How to Start a Business and Ignite your Life" (2012). Asimismo, es miembro de la industria en el Centro de Responsabilidad Social en Minería de la Universidad de Queensland, Nueva Zelanda, y profesor visitante del Instituto de Políticas Sostenibles de la Universidad de Curtin, Australia.

## Biografía
Ernesto Sirolli nació en Italia y pasó parte de su infancia en Libia. Más tarde, estudió Ciencias Políticas en la Universidad de Roma y obtuvo el título de Ph.D. en la Universidad de Murdoch en Perth, Australia, en 2004.

## Carrera
Ernesto Sirolli inició su carrera en una ONG italiana de proyectos de desarrollo en África. En 1985, fundó el Sirolli Institute for International Enterprise Facilitation, con sede en los Estados Unidos, para suministrar servicios de implementación de proyectos y entrenamiento en Enterprise Facilitation (Facilitación Empresarial), enseñando a los gobiernos, líderes comunitarios y organizaciones de diversos países a capturar la pasión de sus comunidades, utilizando la inteligencia de la población local.
Sirolli es el autor de dos libros. "Ripples from the Zambezi: passion, entrepreneurship, and the rebirth of local economies", publicado en 1995 y reeditado en 1999. Este libro é parte de la lista de lecturas obligatorias en varios cursos universitarios de las áreas de administración y desarrollo sostenible, enseñando a los interesados en hacer crecer sus comunidades desde adentro. Su segundo libro, intitulado "How to start a business and ignite your life: a simple guide to combining business wisdom with passion", fue publicado en 2012.
Ernesto Sirolli es profesor visitante del Instituto de Políticas Sostenibles de la Universidad de Curtin, Australia y miembro de la industria en el Centro de Responsabilidad Social en Minería de la Universidad de Queensland, Nueva Zelanda.
Como orador TED, Ernesto Sirolli ganó atención internacional en 2012 con su charla "Shut Up and Listen". La presentación recibió más de 3 millones de visualizaciones en la plataforma TED y fue incluida en el libro del fundador del TED, "Charlas TED: La guía oficial TED para hablar en público". Sirolli también estuve en las radios NPR radio y SDPB, y en otras conferencias TEDx.
En 2016, Ernesto Sirolli recibió el Premio IOEE International Lifetime Achievement de Educación para el Empreendedorismo en la Cámara de los Lordes Británica, en Londres.

## Libros
- Sirolli, Ernesto (1995). Ripples In The Zambezi: Passion, Unpredictability And Economic Development. Institute For Science And Technology Policy, Murdoch University. ISBN:978-0869054000
- Sirolli, Ernesto (1999). Ripples from the Zambezi: passion, entrepreneurship, and the rebirth of local economies. British Columbia: New Society. ISBN 086-5713979. OCLC 54675326.
- Sirolli, Ernesto (2012). How to start a business and ignite your life : a simple guide to combining business wisdom with passion. Garden City Park, New York: Square One, 2012. ISBN 978-0757003745. OCLC 826659061.